# هولووووسی (ناحیه ییچین)
هولووووسی (به چکی: Holovousy) یک منطقهٔ مسکونی در جمهوری چک است که در شهرستان ییچین واقع شده‌است.